# Kraft III. (Hohenlohe-Weikersheim)

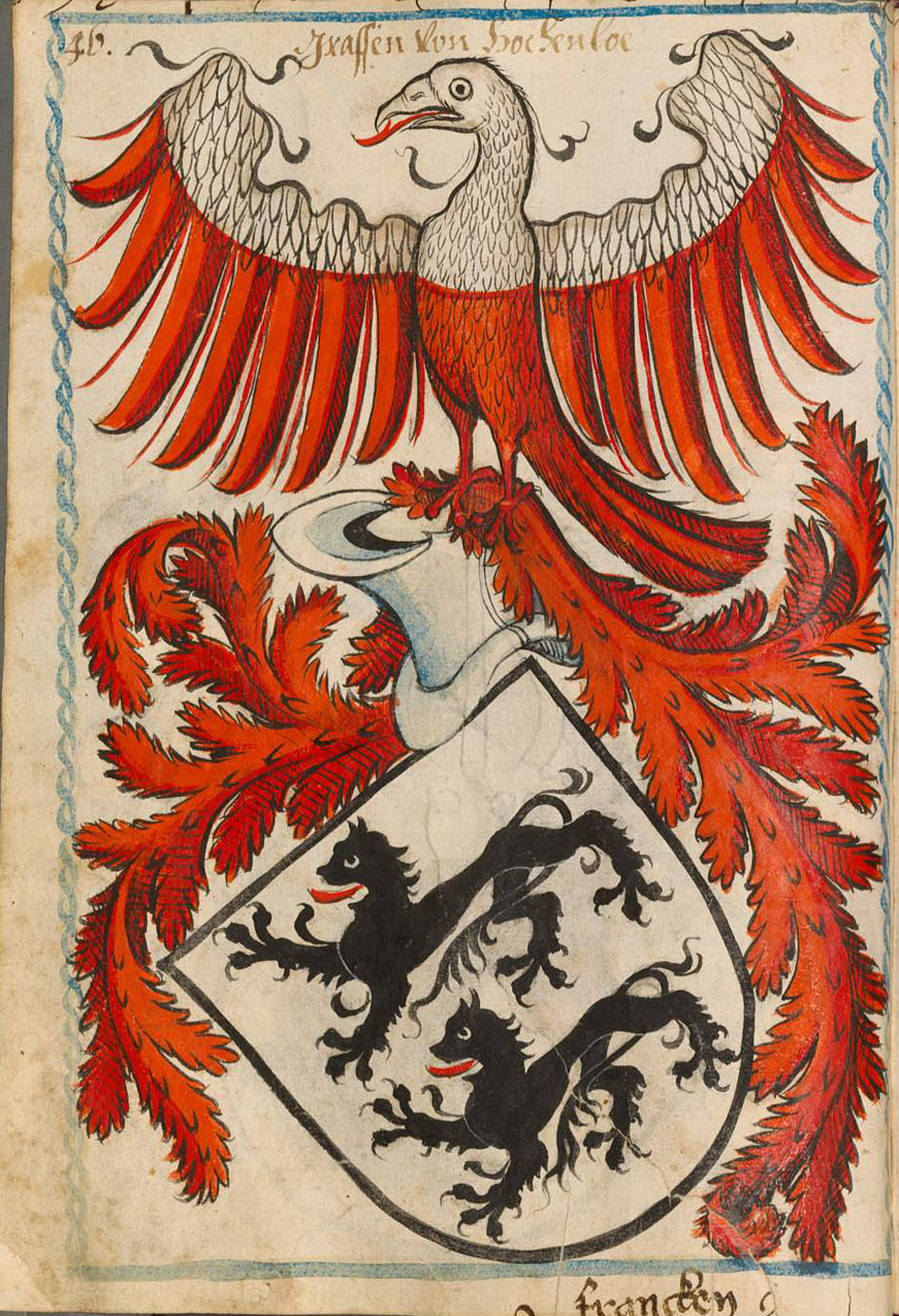
Kraft III. war Herr von Hohenlohe-Weikersheim

Kraft III. von Hohenlohe-Weikersheim (* um 1315; † 16. November 1371) war ein fränkischer Edelmann und Ritter und ist Stammvater sämtlicher Mitglieder des Hauses Hohenlohe, die nach 1412 lebten.

## Abstammung
Kraft III. von Hohenlohe war der einzige männliche Erbe und Sohn des fränkischen Edelmannes Kraft II. von Hohenlohe (* um 1280; † 1344) und dessen Frau Adelheid von Württemberg (* um 1295; † 1342), Tochter des Grafen Eberhard I. von Württemberg (* 1265; † 1325) und seiner dritten Frau, Markgräfin Irmengard von Baden (* um 1270; † 1320). Kraft III. hatte noch eine Schwester Irmengard († 1372).

## Herrschaft
Kraft III. von Hohenlohe, der seit 1328 in Urkunden auftauchte, erbte als einziger Sohn von seinem Vater einen beträchtlichen Landbesitz und herrschte als Stammhalter der nachmaligen Hauptlinie Hohenlohe-Weikersheim seit 1344 auf den ererbten väterlichen Gütern um Öhringen, Neuenstein, Waldenburg, Langenburg, Weikersheim und Röttingen.
Im Jahre 1345 verkaufte Kraft III. die Herrschaften Röttingen, Ingolstadt und Reichenberg an das Hochstift Würzburg. Dazu gehörten auch die Dörfer Allersheim und Sulzdorf.
Im Februar 1345 verpfändete Kraft III. für 4500 Gulden die Herrschaft Möckmühl an Erzbischof Heinrich III. von Mainz, die jedoch bald wieder eingelöst wurde.
Kraft III. von Hohenlohe hatte eine sehr große Anzahl von ritterlichen Lehensleuten. Von 1345 bis 1350 lassen sich allein 62 Belehnungen nachweisen, die jedoch nur einen kleinen Bruchteil aller Lehensleute Krafts III. darstellten.
Kraft III. trat 1346 unverzüglich in die Dienste des neu gewählten Königs Karl IV. und ergriff somit eindeutig Partei gegen den bislang etablierten, jedoch exkommunizierten Kaiser Ludwig den Bayern. Dafür erhielt er vom neuen König Karl 1347 die Städte Friedberg und Gelnhausen für 15.000 Gulden verpfändet. Durch den Tod von Eberhard von Rosenberg bekam er dessen Land und Leute auf dem Gebiet um Kupferzell und am Kocher verschrieben. Er erhielt für die Summe von 6000 Pfund Heller das Geleitrecht für Simmringen, Erlach, Mergentheim, Öhringen, Crailsheim, Brettheim, Diebach, Hermuthausen, Ilshofen und Westernach zugesprochen. Im Jahre 1351 erhielt Kraft III. von König Karl IV. die Erlaubnis, Neuenstein zur Stadt zu erheben und zu befestigen.
Wegen der Geleite kam es auch zu Beschwerden. Im April 1354 legte König Karl IV. seinem Gefolgsmann Kraft III. von Hohenlohe auf, fortan keine Geleitgebühren mehr zu erheben, weil dies gegen den beschworenen Landfrieden gerichtet sei. Er lud ihn deswegen nach Nürnberg vor, damit er dort seine Geleitsrechte beweisen möge.
Später wurde Kraft III. zum Hofrichter bei Kaiser Karl IV. ernannt.
Im Jahre 1367 versuchte Kraft III. durch eine Verordnung, den bisher im Haus Hohenlohe üblichen unbegrenzten Erbteilungen vorzubeugen. Er bestimmte, dass von seinen Söhnen lediglich die beiden ältesten im geerbten Territorium herrschen durften und die jüngeren Söhne Kleriker oder Ordensritter werden sollten, so dass sie dann auf Grund des Zölibats keine weiteren Erben erzeugen konnten. Diese Regelung führte jedoch beinahe zum Aussterben des Hauses Hohenlohe, was Kraft III. nicht vorhersehen konnte, da erst nach seinem Tod die Situation eintrat, dass von keinem der für den Erhalt des Geschlechts vorgesehenen Söhne Nachwuchs kam, der Interesse an einer Fortsetzung zeigte. Die existenzielle Krise des Hauses, die damit einige Jahrzehnte nach dem Tod Krafts III. eintrat, wurde allein durch seinen Sohn Albrecht I. überwunden, der als einer der letzten männlichen Vertreter seines Hauses mit päpstlichem Dispens den geistlichen Stand verlassen konnte und heiraten durfte.

## Familie
Kraft III. heiratete am 12. März 1340 die Landgräfin Anna von Leuchtenberg († 11. Juni 1390), Tochter des Landgrafen Ulrich I. von Leuchtenberg († 1334) und seiner zweiten Frau Anna von Nürnberg († 1340). Sie hatten neun Kinder, wobei die genauen Jahre der Geburt nicht überliefert sind, und deshalb die Reihenfolge der Auflistung der Nachkommenschaft in verschiedenen Veröffentlichungen unterschiedlich ist und sich auch nicht mehr exakt feststellen lässt:
- Kraft IV. (* nach 1340; † 24. November 1399), 1351 erwähnt, 1360–1399 Herr von Hohenlohe-Weikersheim, verheiratet in erster Ehe vor dem 28. Oktober 1370 mit Agnes von Ziegenhain († 23. März 1374), Tochter von Gottfried VII. Graf von Ziegenhain († 1372); Schwester des Grafen Gottfried VIII. von Ziegenhain, dessen kinderloser Sohn Johann II. bedeutend für den Hohenloher Grafentitel war; verheiratet in zweiter Ehe vor dem 23. März 1374 mit Elisabeth von Sponheim († 1381)
- Gottfried III. († 13. September 1413), 1370–1379 Herr von Hohenlohe, 1385 Domprior in Trier, ab 1400 Mönch im Stift Engelszell in Engelhartszell bei Passau
- Ulrich († 6. Dezember 1407), seit 1372 Domherr in Würzburg, 1380–1407 Herr von Hohenlohe, 1392 exkommuniziert
- Adelheid († 1370), verheiratet seit 1367 mit Graf Heinrich IV. von Fürstenberg († 1408)
- Johann, oder auch Hans († 23. September 1381), Diakon in Öhringen
- Friedrich († 14. Januar 1397), 1385 stellvertretender Domprior in Würzburg.
- Georg (* 1350; † 8. August 1423 in Gran), Erzdiakon von Würzburg 1385, Bischof von Passau (1390–1423)
- Albrecht I. († 15. Juni 1429), 1388 Domherr in Mainz, 1406 Domherr in Würzburg, 1408 Propst zu Öhringen, 1407–1429 Herr von Hohenlohe, verheiratet vor dem 11. Februar 1413 mit Elisabeth von Hanau († 1475), Tochter des Ulrich V. von Hanau
- Anna († 1434), verheiratet in erster Ehe vor dem 15. März 1388 mit Konrad II. von Hohenlohe-Brauneck († 1390), verheiratet in zweiter Ehe seit 1396 mit Konrad von Weinsberg († 1434)